# Tôi (nhiệt luyện)
Tôi là quá trình nhiệt luyện gồm nung nóng hợp kim lên tới nhiệt độ có trạng thái pha nhất định, giữ nhiệt rồi làm nguội đủ nhanh để quá trình khuếch tán không kịp xảy ra, kết quả của tôi nhận được một tổ chức không cân bằng. Tôi là dạng nhiệt luyện rất thông dụng cho các hợp kim có chuyển biến thù hình khi nung nóng và làm nguội hoặc có sự thay đổi độ hoà tan của các nguyên tố ở trạng thái rắn.
Trong ngành khoa học cao phân tử và khoa học vật liệu thì quá trình tôi được thực hiện để duy trì tình trạng cấu trúc vi phân tử khi nung nóng vật liệu ở nhiệt độ thông thường nhằm cải thiện cơ tính theo ý muốn. Ví dụ, làm tăng độ cứng của thép.
Trong ngành luyện kim, sự tôi sẽ làm tăng rất nhiều độ cứng của thép bởi matstenit khi làm nguội nhanh thép khi đang ở trạng thái cùng tích, nhiệt độ mà ở đó auxtenit không ổn định. Trong thép hợp kim với niken và mangan thì điểm cùng tích sẽ thấp đáng kể, nhưng lại cản trở việc chuyển pha về trạng thái tương tự. Nếu việc tôi được thực hiện ở nhiệt độ thấp sẽ rất dễ dàng ứng dụng vào thực tế. Thép gió thường được bổ sung thêm wolfram, nhằm cản trở quá trình chuyển pha và làm sai lệch tốc độ làm nguội của vật liệu và tăng thêm rất nhiều tính tôi của thép gió. Thậm chí cả khi làm nguội thép trong không khí cũng tạo được một hiệu quả tốt.